# William Broyles, Jr.
William Dodson Broyles Jr. (Houston, 8 de outubro de 1944) é um roteirista norte-americano.

## Filmografia
| Ano  | Filme                | Crédito                         | Notas |
| ---- | -------------------- | ------------------------------- | --- |
| 1991 | Under Cover          | Escrito por, produtor executivo | Filme para TV |
| 1991 | Before the Storm     | Produtor executivo              | Filme para TV |
| 1995 | Apollo 13            | Roteiro                         | Co-escreveu com Al Reinert                                                                                        |
| 1999 | Entrapment           | Roteiro                         | Co-escreveu o roteiro com Ron Bass, baseado em uma história de Ron Bass e Michael Hertzberg; como William Broyles |
| 2000 | Cast Away            | Escrito                         | |
| 2001 | Planet of the Apes   | Roteiro                         | Co-escreveu com Lawrence Konner e Mark Rosenthal                                                                  |
| 2002 | Unfaithful           | Roteiro                         | Co-escreveu com Alvin Sargent                                                                                     |
| 2004 | The Polar Express    | Roteiro                         | Co-escreveu com Robert Zemeckis                                                                                   |
| 2005 | Jarhead              | Roteiro                         | Como William D. Broyles Jr.                                                                                       |
| 2006 | Flags of our Fathers | Roteiro                         | Co-escreveu com Paul Haggis                                                                                       |
| 2015 | McFarland, USA       | Reescrita sem crédito           | |